# Old City Hall (Richmond)
Old City Hall, conocido anteriormente como City Hall, es el antiguo ayuntamiento de Richmond, Virginia que fue diseñado por Elijah E. Myers. Sirvió como edificio del Ayuntamiento desde su finalización en 1894 hasta la década de 1970. El edificio ocupa su propia manzana en el centro de Richmond, delimitado por las calles 10 y 11 al oeste y este, y Capitol Street y East Broad Street al sur. El edificio está ejecutado en un meticuloso estilo neogótico y fue designado Monumento Histórico Nacional por su arquitectura.

## Descripción

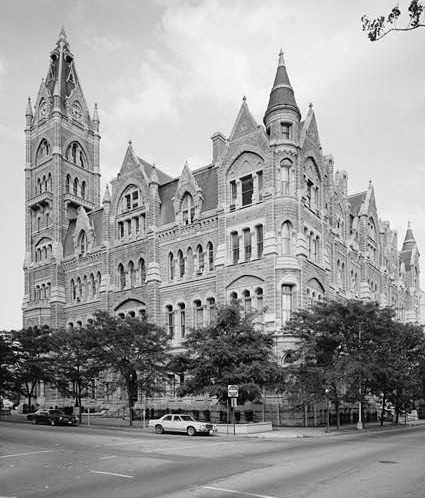
El ayuntamiento en 1981.

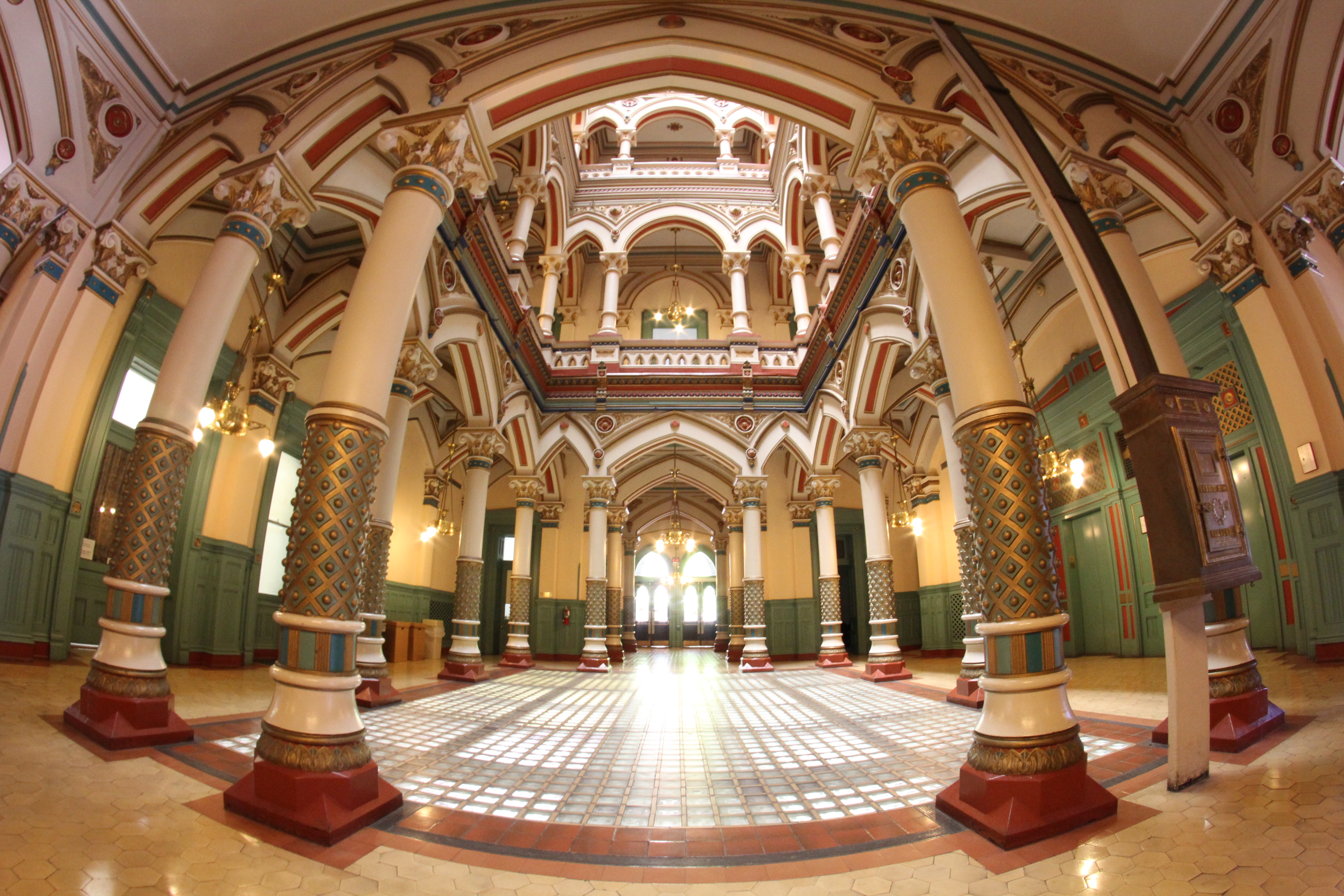
Vista del atrio interior.

Si bien la composición general del edificio es generalmente simétrica, los 195 pies (59,4 m) la torre del reloj en el lado izquierdo de la fachada principal da una impresión de asimetría. Los cuatro niveles principales están ejecutados en granito gris. El interior se centra alrededor de un gran atrio con tragaluz rodeado por cuatro niveles de arcadas en forma de claustro, unidas por una gran escalera. El edificio albergaba las oficinas de la ciudad y los tribunales. El granito se obtenía localmente de las canteras a lo largo del río James cerca de Petersburg, y fue moldeado por trabajadores bajo la dirección del subcontratista James Netherwood. El trabajo del hierro fue de Asa Snyder.

## Historia
El Antiguo Ayuntamiento ocupa un sitio que anteriormente albergaba tres edificios notables, todos demolidos para la nueva estructura. El primer Ayuntamiento, diseñado por Robert Mills y Maximilian Godefroy y terminado en 1818, fue demolido porque se consideró estructuralmente deficiente. También fueron demolidas el Edmund Randolph House, una casa alrededor de 1800 de composición octogonal, y la Primera Iglesia Presbiteriana de 1853, que fue trasladado fuera del sitio en 1873. Se celebró un concurso de diseño en 1883, con un diseño de Elijah E. Myers de Detroit, seleccionado en 1884. El proyecto se licitó dos veces y, en ambas ocasiones, las ofertas bajas estuvieron muy por encima del presupuesto. Se llevó a cabo un nuevo concurso y se seleccionó un diseño de Wait & Cutter de Boston. Los dibujos de trabajo se prepararon en 1886. A pesar de esto, más tarde ese año el ayuntamiento revocó su decisión anterior y siguió adelante con el diseño de Myers.
Se inició la construcción de la nueva estructura en 1886, y los costos aumentaron de $300,000 dólares proyectados a $1,318,349.19, Myers era un arquitecto muy respetado que había diseñado los capitolios estatales de Colorado, Idaho, Míchigan y Texas, pero más tarde se descubrió que Myers había pagado un soborno de $1,500 para asegurarse de que se construyera su diseño. Los sobrecostos se atribuyeron a la naturaleza masiva y ornamentada del diseño. En 1915, con la popularidad del estilo Beaux-Arts, se hicieron propuestas para demoler el Ayuntamiento para crear un centro comercial alineado con el lado norte del Capitolio del Estado de Virginia. En la década de 1970 surgieron nuevas amenazas de demolición, pero el edificio fue restaurado a principios de la década de 1980 y se utiliza para oficinas.
El Antiguo Ayuntamiento fue incluido en el Registro Nacional de Lugares Históricos el 1 de octubre de 1969  y fue designado Monumento Histórico Nacional de Estados Unidos en 1971.